# 招義郡
招義郡，中国南北朝、唐朝时设置的郡。
- 南朝齐在雍州设置招義郡，在雍州北境、沔水之北设立招義郡。永泰元年（498年）被北魏占领，废招義郡。
- 唐玄宗天宝元年（742年），改罗州置招義郡，治所在廉江县（今广东廉江市东北三十里）。辖境相当今广东省廉江市及化州市、吴川市部分地。下辖廉江县、吴川县（今广东吴川市）、零绿县（今广东廉江市营仔镇凌禄东村）、干水县（今广东廉江市雅塘镇东街山村）、南河县（今广西陆川县古城镇古城村）。唐肃宗乾元元年（758年）改招義郡置罗州。